# 말리 프리미에르 디비지옹
말리 프리미에르 디비지옹은 말리의 최상위 축구 리그이며 1966년에 공식 출범하였다.